# Theater Istasyon
Theater Istasyon (türkisch İstasyon Tiyatro İletişim) ist ein türkischsprachiges Theater in Hamburg. Es wurde 1989 unter dem Dachverband Türk Toplumu e.V gegründet und ist das einzige türkische Theater mit eigener Bühne in der Hansestadt. Von 1996 bis 2000 führte Schauspieler Demir Gökgöl Regie. Seit 2005 wird das Ensemble des Theaters Istasyon von Regisseurin Serap Sadak betreut, die zugleich Gründungsmitglied des Theaters ist.
Die Grundlage der Produktionen wird vornehmlich durch Bühnenstücke zeitgenössischer türkischer Autoren gebildet. Daneben begleitet das Theater Istasyon auch Gastspiele und veranstaltet „Szenische Gedichtabende“ (u. a. mit Werken von Orhan Veli oder Nazim Hikmet). 2007 wendet sich das ansonsten vornehmlich eine migrantische Zielgruppe ansprechende Theater mit Telat Yurtsevers Produktion Bilder einer Immigration (türk. „Göc Resimleri“), die deutschsprachig bzw. ohne Text daherkommt, auch an eine nicht-türkischsprachige Zuschauerschaft. Das Stück, welches die Geschichte der sog. „Gastarbeiter“ und die Migration und Lebensbedingungen in Deutschland über drei Generationen thematisiert, stieß auch in der Türkei auf reges Interesse und erhielt als deutscher Beitrag im 22. Internationalen Wettbewerb der Amateurtheater in Denizli den ersten Preis. Im Rahmen von Festivals in Deutschland präsentiert das Theater Istasyon seine Stücke bzw. Ausschnitte in Kooperation mit dem Thalia Theater (Gaußstrasse) auch mit deutscher Übertitelung, wie z. B. im „Showcase der türkischen Amateurtheater“ als Teil des Projekts „Nachbarschaften – Komşuluklar“ (2022), mit den Stücken „Bu Anlamlı Günde" / "An diesem bedeutsamen Tag“ und „Şimdi Uçuşa Geçiyoruz" / "Jetzt heben wir ab“ (Autorin: Zeynep Kacar). Im Mai 2024 wurde dem Theater Istasyon für seine langjährige Theaterarbeit von der Behörde für Kultur und Medien der Freien und Hansestadt Hamburg die „Auszeichnung für hervorragende Leistungen“ verliehen.
Das Haus des Theaters Istasyon befindet sich in der Hospitalstraße 111 („Haus 7“) in Hamburg Altona.

## Belege
1. ↑  "Auszeichnung für herausragende Leistungen"

Koordinaten: 53° 33′ 23,1″ N, 9° 56′ 46,5″ O